# Vin Santo di Carmignano Occhio di Pernice
Il Vin Santo di Carmignano Occhio di Pernice è un vino DOC la cui produzione è consentita nelle province di Firenze e Prato.

## Caratteristiche organolettiche
- colore: dal rosa intenso al rosa pallido
- odore: caldo intenso
- sapore: dolce, morbido, vellutato e rotondo

## Produzione
Provincia, stagione, volume in ettolitri
- Prato  (1995/96)  5,25
- Prato  (1996/97)  20,0

Vendita online su: Vinsanto Occhio di Pernice